# Poezja twojego podwórka
Poezja twojego podwórka #4 – czwarty studyjny album polskiego zespołu hip-hopowego Północny Toruń Projekt. Wydawnictwo zostało wydane 26 listopada 2013 roku nakładem wytwórni My Music. Dystrybucją materiału zajęła się opolska wytwórnia muzyczna Step Records. Pośród gości wystąpili Mr. Polska, Bezczel czy Cegła z zespołu Macca Squad oraz były członek PTP – Luba.

## Lista utworów
Źródło.
| Nr  | Tytuł utworu                          | Producent  | Długość |
| --- | ------------------------------------- | ---------- | ------- |
| 1.  | „Party People”                        | Zelo       | 3:38    |
| 2.  | „To tylko biznes”                     | Kaizer     | 4:13    |
| 3.  | „Sztuka”                              | Zelo       | 4:33    |
| 4.  | „Poezja twojego podwórka”             | Zelo       | 3:45    |
| 5.  | „Szlachta” (gości. Cegła, Mr. Polska) | Zelo       | 4:46    |
| 6.  | „Jalapeno”                            | Zelo       | 3:37    |
| 7.  | „Luksusowy towar”                     | Zelo       | 3:34    |
| 8.  | „Nie boję się śmierci”                | Zelo       | 5:03    |
| 9.  | „Daję wiarę” (gości. Luba)            | Flez Beats | 4:12    |
| 10. | „Trueschool”                          | Zelo       | 4:24    |
| 11. | „Blues Man”                           | Zelo       | 5:31    |
| 12. | „Nie ogarniam” (gości. Bezczel)       | Zelo       | 4:24    |
|     |                                       |            | 51:40   |